# Tuinviooltje
Tuinviooltje (Viola × wittrockiana) heeft driekleurig viooltje als stamouder. 

## Groeiplaats
De 'ontsnapte' tuinviolen staan op open en zonnige, droge tot vrij vochtige, matig voedselrijke tot voedselrijke, kalkarme tot neutrale bodems bestaande uit zand, lemig of een andere grondsoort. Ze is te vinden in bermen, op braakliggende grond, spoorwegterreinen, plantsoenen en vooral in de buurt van huizen in het stedelijke gebied. 

## Verspreidingsgebied
Het Tuinviooltje kan mondiaal worden aangetroffen. In Nederland is de tuinplant vrij zeldzaam, maar vrij algemeen in de duinen en binnenduinen van Noord- en Zuid-Holland, Noord-Brabant en het stedelijk gebied. 

## Uiterlijke kenmerken
Het taxon is te onderscheiden door de grotere bloemen die of geheel diep roodpaars zijn of waarvan de twee bovenste kroonbladen deze kleur vertonen, de zijdelingse kroonbladen zijn aan de buitenzijde eveneens diep roodpaars maar de binnenzijde is wit met een weinig geel.
Bronnen
- Deze informatie, of een eerdere versie hiervan, is overgenomen van de verspreidingsatlas van Floron http://www.verspreidingsatlas.nl/1897 (geraadpleegd 8-12-2024), waarvan de teksten beschikbaar zijn onder de Creative Commons licentie CC-BY-SA 3.0 (René van Moorsel, 2015)